# Shizhong
Shizhong (en chino, 市中; pinyin, Shìzhōng (escuchar)ⓘ) es un distrito urbano bajo la administración directa de la Prefectura Jinan, capital provincial de Shandong , República Popular China. El distrito yace en una llanura con una altitud promedio de 78 m s. n. m. ubicada en el centro financiero de la ciudad. Su área es de 281 km² y su población total para 2019 superó los 660 mil habitantes. 

## Administración
El Distrito Shizhong se divide en 17 subdistritos.
- Ganshiqiao 杆石桥街道
- Weijiazhaung 魏家庄街道
- Daguanyuan 大观园街道
- Luoyuan 泺源街道
- Silicun 四里村街道
- Liulishan 六里山街道
- Qilishan 七里山街道
- Shunyulu 舜玉路街道
- Shungeng 舜耕街道
- Erqixincun 二七新村街道
- Baimashan 白马山街道
- Wangguanzhuang 王官庄街道
- Qixian 七贤街道
- Xinglong 兴隆街道
- Shiliulihe 十六里河街道
- Dangjia 党家街道
- Dougou 陡沟街道

## Historia
Esta región servia como tierras de cultivo de los suburbios occidentales de la antigua Licheng. Después de que el gobierno Qing estableciera un puerto comercial en Jinan en 1904, la zona recibió el nombre de Puerto Comercial del Este (商埠东部). Después de que el Ejército Popular de Liberación capturó Jinan en 1948, se convirtió en el quinto distrito de la Ciudad Especial de Jinan. En 1955, la ciudad de Jinan se redujo en tamaño y se dividió en cinco distritos, como estaba ubicada en la zona céntrica, se la denominó Distrito Shizhong «Distrito Centro».